# Ильин, Иоаким Александрович
Иоаким (Иаким) Александрович Ильин (1893—1970) — инженер-металлург, директор Пышминского медеэлектролитного завода в 1934—1937 годах.

## Биография

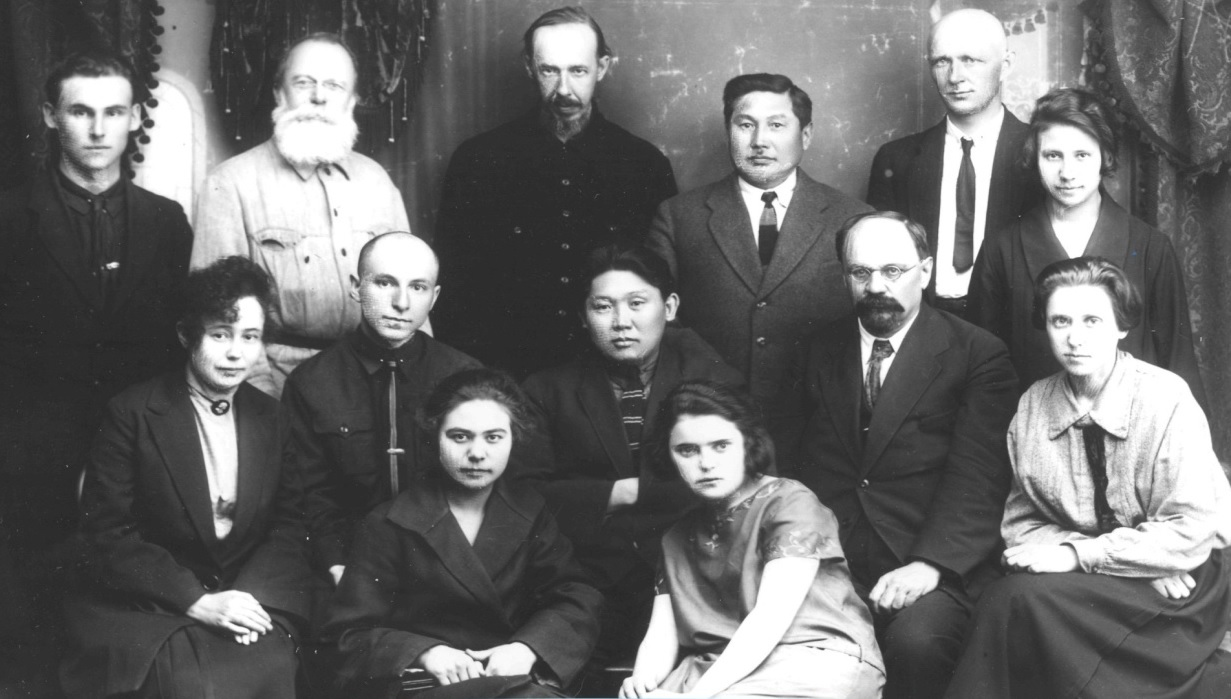
Коллектив Госплана БМАССР 1928

Иоаким родился в 1893 году в улусе Кондой Иркутской губернии в бурято-монгольской семье. В семье имелось хозяйство в 20 десятин посева и 50 голов скота, иногда привлекались батраки.
С 1917 по 1918 год инструктор Нацкомитета. С 1918 по 1919 год член Земской Управы, с 1919 года ушёл на нелегальную работу в Большой Улус. Член ВКП(б) с 1920 года. С 1920 года являлся членом Гунжинского ревкома, с октября 1920 по июль 1922 года — председателем Ихрид-Булакского Уисполкома. С октября 1922 по октябрь 1923 года — прокурор Наркомюста БМАССР, в 1923—1924 годах — прокурор и народный комиссар юстиции Бурят-Монгольская АССР. В 1924 году — народный комиссар торговли и промышленности БМАССР. В 1924—1925 годах — заместитель председателя СНК БМАССР, а с октября 1925 года по 1927 год — председатель Государственной плановой комиссии при ВСНХ БМАССР.
В 1927—1931 годах был отправлен на учёбу во Всесоюзную Промышленную академию имени Сталина, Московский институт цветных металлов и золота.
В 1931 году заместитель управляющего Ридерского Цинкосвинцового комбината. С 1932 года директор по эксплуатации Челябцинкстроя. На Кыштымский завод пришёл в 1933 году гл. инженером. С зарплатой 357 рублей 50 копеек.
В 1933—1934 годах главный инженер Кыштымского медеэлектролитного завода. С июля 1934 года по 14 июня 1937 года являлся директором Пышминского медеэлектролитного завода, а с декабря 1934 года и управляющим строительством комбината (завод, рудник и обогатительная фабрика).
27 августа 1936 года общезаводским закрытым партийным собранием исключён из ВКП(б) за связь с троцкизмом, но 28 августа 1936 года Сталинский райком партии не дал согласие на исключение и вернул документы в партком завода. Однако, через год был вновь обвинён в связи с троцкисткой Сукиасовой. 13 июня 1937 года был выписан ордер на обыск квартиры Ильина, а 14 июня 1937 года он был арестован. 21 января 1938 года был приговорён «к тюремному заключению сроком на 15 лет, с поражением политических прав на 5 лет». Все 11 специалистов, приглашённые Ильиным с Кыштымского медеэлектролитного завода, были репрессированы за связь с Ильиным — «врагом народа».
Ильин был этапирован в Норильлаг на строительство Норильского никелевого комбината, где вначале работал на лесоповале при подготовке площадки для строительства комбината, затем стал сменным мастером электролизного отделения, после работал в конструкторском бюро. В 1950—1955 годах был начальником конструкторского бюро в Норильлаге, находясь на поселении. И только в 1955 году был освобождён и в том же 1955 году посетил Верхнюю Пышму и Пышминский медеэлектролитный завод. Экскурсию ему по заводу делал уже новый директор Н. М. Гальянов. Затем Ильин вернулся в Улан-Удэ к сыну 
Ильин умер в 1970 году и был похоронен на  Новодевичьем кладбище.
Семья
- Супруга — Осодоева, Федосья Матвеевна (1898—1988)[6].
- Сын — Ильин, Арчжил Якимович (18.10.1927-13.04.1981).

Память
В память о первом директоре Пышминского медеэлектролитного завода установлена на здании медеплавильного цеха мемориальная доска.